# Centerville (Georgia)
Centerville – miasto w Stanach Zjednoczonych, w stanie Georgia, w hrabstwie Houston.